# زنی پشت پنجره (فیلم ۲۰۲۱)
زنی پشت پنجره (انگلیسی: The Woman in the Window) یک فیلم تریلر روان‌شناختی به کارگردانی جو رایت محصول سال ۲۰۲۱ آمریکا است که فیلم‌نامه آن توسط تریسی لتس بر اساس رمانی به همین نام نوشته شده‌است. ایمی آدامز، جولیان مور، وایت راسل، آنتونی مکی و گری اولدمن ستارگان فیلم هستند.
فیلم ابتدا قرار بود در تاریخ ۴ اکتبر ۲۰۱۹ منتشر شود. اما به دنبال بازخورد منفی در پیش‌نمایش آزمایشی و پس از دنیاگیری ۲۰–۲۰۱۹ کروناویروس، اکران فیلم برای مدتی به تعویق افتاد.

## خلاصه داستان فیلم
آنا فاکس یک روانشناس متخصص در حوزۀ کودکان و نوجوانان است. او پس از جدا شدن از همسرش ادوارد، در طبقۀ دوم آپارتمانی در پوشیده از ماسه-سنگ در منهتن در نیویورک زندگی می کند و ادوارد نیز در کنار الیویا، فرزندی که از آنا دارد، زندگی می کند. او از بیماری آگورافوبیا رنج می برد و روزانه مقدار زیادی دارو مصرف می کند و از سوی دیگر، وابستگی بسیار زیادی به نوشیدن مشروبات الکلی دارد. همین امور موجب می شود تا زندگی تنهای او در آپارتمان کوچکش، از نظر روانی برایش دشوار شود. آنا از سر تنهایی، با دوربین عکاسی خود زندگی همسایگانش را از پشت پنجرۀ آپارتمانش نگاه می کند. خانوادۀ راسل که به تازگی نقل به محلۀ براون استون نقل مکان کرده و در آن جا زندگی می کنند، یکی از چندن خانواده ای هستند که آنا، رفتار آن ها را با دوربینش زیر نظر دارد.

## بازیگران
- ایمی آدامز در نقش دکتر آنا فاکس
- جولیان مور در نقش جین راسل
- وایت راسل در نقش دیوید
- گری اولدمن در نقش الیستر راسل
- آنتونی مکی در نقش اد فاکس